# Monte de Bois-Pin
El Monte de Bois-Pin (Morne Bois-Pin) es la cuarta montaña más alta de Haití, Se encuentra a 2.235 metros (7.333 pies) sobre el nivel del mar. Las tres montañas haitianas más altas son el Pico la Selle, Pico Macaya y Monte del Cibao. 